# Dracula vampira
Dracula vampira là một loài lan biểu sinh đặc hữu của Ecuador.

## Phân bố
Dracula vampira đặc hữu Ecuador, và chỉ được tìm thấy tại Núi Pichincha. Nó sinh sống ở độ cao từ 1900 tới 2200 mét trên mực nước biển, nơi đây nó hiện diện tương đối nhiều.

## Sinh học
D. vampira không sinh trưởng trong đất, vì vậy nó mọc trên những phần cây thấp tại rừng dốc núi.

## Bảo tồn
Dracula vampira được phân loại như một loài dễ thương tổn trong sách đỏ IUCN 1997 về Thực vật bị đe dọa, (dù vậy D. vampira không còn được phân loại ở cấp bảo tồn này nữa) và liệt kê như Appendix II bởi CITES.